# Municipal Waste
Municipal Waste est un groupe de thrash metal américain, originaire de Richmond, en Virginie. Leur style musical est caractérisé par des paroles aux thématiques souvent décalées dans un esprit « thrash party », mais aussi par des prises de positions inspirées du punk hardcore. Le groupe est aussi connu pour ses concerts survoltés, à l'ambiance lourde et alcoolisée, propice aux slams et pogos. Ils ont réalisé plusieurs clips.

## Biographie

### Débuts (2000–2004)
Municipal Waste est formé à Richmond, en Virginie en 2000. Municipal Waste joue son premier concert au réveillon du nouvel an au Keg party en 2000-2001. Le groupe est accusé par les autorités d'avoir incité à une émeute. Le groupe s'inspire du crossover thrash et de groupes comme Dirty Rotten Imbeciles, Suicidal Tendencies, Corrosion of Conformity (dans sa période Animosity), Nuclear Assault et Attitude Adjustment.
Municipal Waste tourne en 2001 et 2002 aux États-Unis et au Mexique. Le groupe publie deux splits— un 7" avec Bad Acid Trip, et l'autre, un 12" avec Crucial Unit. Ils participent aussi à quelques compilations. En 2002, Brendan Trache quitte le groupe et est remplacé par Brandon Ferrell, peu avant la sortie de Tango and Thrash au label Amendment Records, et Waste 'em All est publié chez Six Weeks Records. Après la sortie de Waste 'em All, Andy Harris et Brandon Ferrell quittent le groupe, et sont remplacés par le batteur Dave Witte et le bassiste LandPhil.

### DeHazardous MutationàMassive Aggressive(2005–2009)

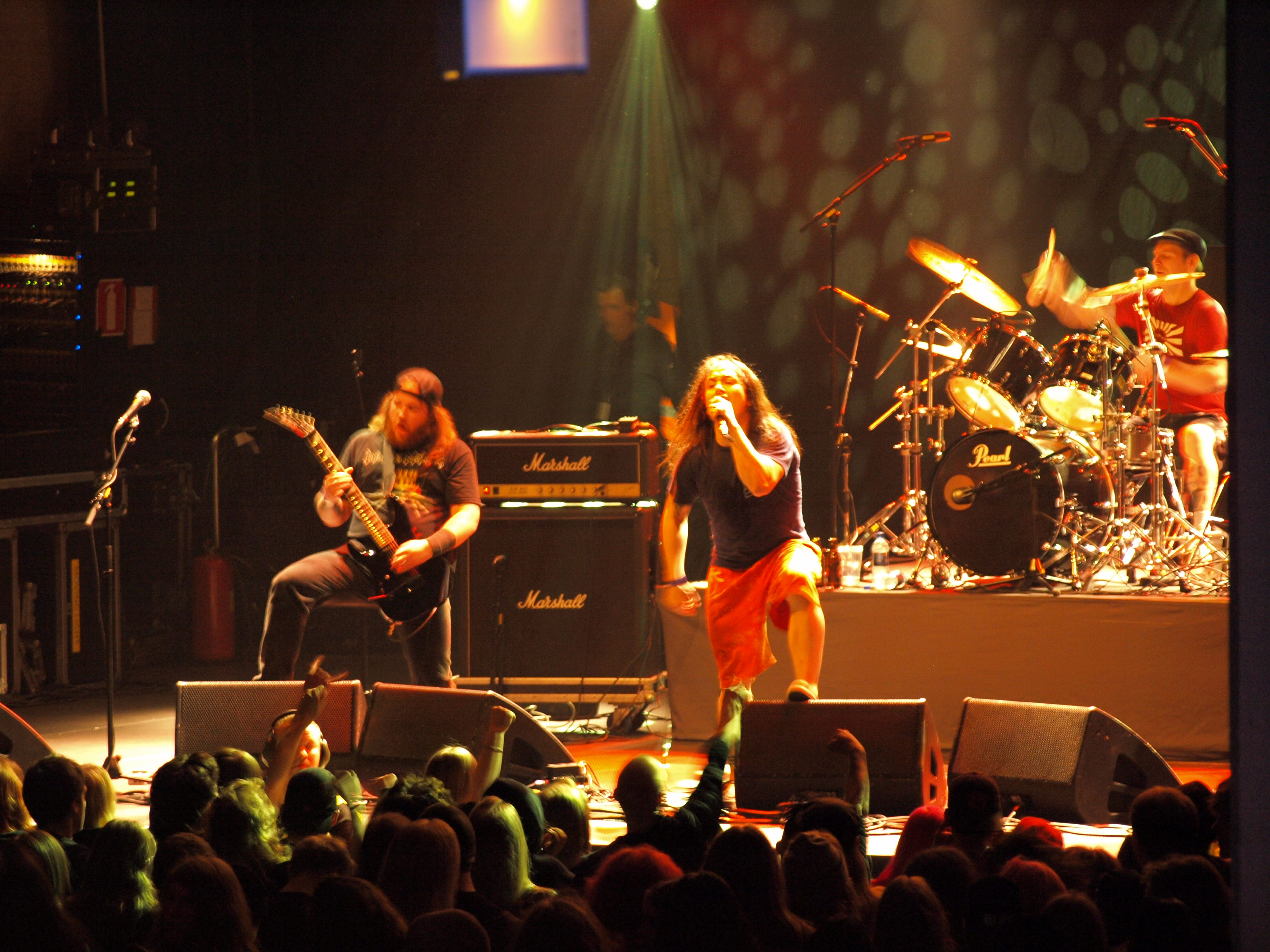
Municipal Waste, au Finnish Metal Expo de 2008.

En 2005, Municipal Waste signe au label Earache Records et enregistre l'album Hazardous Mutation. En 2005 et 2006, Municipal Waste tourne une vidéo censurée et non-censurée de la chanson Unleash the Bastards.
En 2007, le groupe est bien accueilli par la presse, notamment par le magazine suédois Close Up, et les magazines Big Cheese et Kerrang! Ils font aussi la couverture du magazine Metal Maniacs, et quelques apparitions au New Musical Express. En juin 2007, Municipal Waste tourne avec Destruction aux États-Unis, avant de se diriger en studio avec le producteur de Hatebreed et Shadows Fall, Zeuss, pour enregistrer leur nouvel album The Art of Partying. Le groupe tourne en Europe, avec The Haunted et passe par le Wacken Open Air en Allemagne, puis aux Reading and Leeds Festivals. Ils jouent aussi avec Suicidal Tendencies. Un clip est aussi enregistré pour la chanson Headbanger Face Rip, filmée par Troma Entertainment.
En 2009, le groupe publie son quatrième album studio, intitulé Massive Aggressive.

### Nouvel album (depuis 2010)
En 2012, le groupe publie l'album The Fatal Feast. En mars 2013, Municipal Waste annonce sa venue du 13 au 23 juin en Australie et en Nouvelle-Zélande. En 2014, Municipal Waste annonce un nouvel album. Entretemps, les membres se consacrent à leurs autres groupes comme Bat, Iron Reagan, et Cannabis Corpse.
En janvier 2016, le groupe crée la polémique avec un t-shirt à l'effigie de Donald Trump se tirant une balle dans la tête. Dans un entretien avec Vibe, Tony Foresta explique que le groupe a lancé ce t-shirt uniquement pour un concert et n'a pas pensé que cela pourrait aller aussi loin. En juin 2016, le groupe annonce le décès de son ancien batteur, Brandon Ferrell. Ce même mois, ils annoncent la venue de Nick Poulos comme second guitariste. En juillet 2016, ils participent au Hellfest, à Clisson, en France.

## Style musical
Les membres de Municipal Waste ont déclaré avoir été influencés par des groupes tels que Suicidal Tendencies, Dirty Rotten Imbeciles, Slayer, Anthrax, Exodus, Testament, Sepultura, Nuclear Assault, Stormtroopers of Death, M.O.D. et Cro-Mags.
L'approche de la composition se concrétise par des courtes chansons de crossover thrash. Les sujets lyriques, souvent humoristiques, ont trait aux mutants, à l'alcoolisme ou à l'esprit thrash metal. Le groupe a reçu l'étiquette de « party thrash » par certains médias,.

## Membres

### Membres actuels
- Tony « Guardrail » Foresta - chant (depuis 2000)
- Ryan Waste - guitare (depuis 2001)
- Philip « Landphil » Hall - basse, chœurs (depuis 2004)
- Dave Witte - batterie (depuis 2004)
- Nick « Nikropolis » Poulos – guitare (depuis 2016)

### Anciens membres
- Andy Harris - basse (2000-2004)
- Brendan Trache - batterie (2000-2002)
- Brandon Ferrel - batterie (2002-2004 ; décédé en 2016)

## Discographie

### Albums studio
- 2003 : Waste 'em All
- 2005 : Hazardous Mutation
- 2007 : The Art of Partying
- 2009 : Massive Aggressive
- 2012 : The Fatal Feast
- 2017 : Slime and Punishment
- 2022 : Electrified Brain

### EP
- 2001 : Municipal Waste
- 2019 : The Last Rager

### Splits
- 2002 : Municipal Waste / Crucial Unit split
- 2003 : Tango and Thrash (split Municipal Waste / Bad Acid Trip)
- 2005 : Louder than Hell
- 2012 : Tank Crimes

### Apparitions
- 2003 : Super Sabado Fest Comp 12"
- 2003 : Dark Thoughts - A Tribute To C.O.C.